# Miriam Gebhardt
Miriam Gebhardt (née le 28 janvier 1962 à Fribourg) est une historienne et écrivaine allemande.

## Biographie
Miriam Gebhardt suit initialement une formation de journaliste. À partir de 1982, elle travaille comme rédactrice. De 1988 à 1993, elle étudie l'histoire sociale et économique, l'histoire régionale et la littérature allemande moderne à l'Université de Munich. En 1988, elle obtient un doctorat en histoire moderne sous la direction de Clemens Wischermann (de) à l'Université de Münster avec sur l'histoire de l'éducation au XXe siècle.
À partir de 2003, Miriam Gebhardt occupe un poste académique à l'Université de Constance, où elle obtient son habilitation en histoire moderne et contemporaine en juillet 2008. Elle donne des cours à l'Université de Constance en tant que professeure associée.
Elle travaille également comme journaliste et publiciste, écrivant notamment pour Die Zeit.
Dans un livre publié en 2015, Als die Soldaten kamen (Quand les soldats arrivèrent), elle attire l'attention sur les viols commis par des soldats alliés, y compris ceux des alliés occidentaux, dans les suites de la Seconde Guerre mondiale. Cet ouvrage a suscité l'attention des médias en Allemagne et à l'étranger,.

## Publications
- (de) Das Familiengedächtnis. Erinnerung im deutsch-jüdischen Bürgertum 1890 bis 1932 [« The Family Memory. Memories in the German-Jewish Bourgeoisie from 1890 to 1932 »], Stuttgart, Steiner, 1999 (ISBN 3-515-07560-7)
- (de) Sünde, Seele, Sex. Das Jahrhundert der Psychologie [« Sin, Soul, Sex. The Century of Psychology »], Stuttgart, DVA, 2002 (ISBN 3-421-05641-2)
- (de) Die Angst vor dem kindlichen Tyrannen. Eine Geschichte der Erziehung im 20. Jahrhundert [« The Fear of the Child Tyrant. A History of Education in the 20th Century »], München, DVA, 2009 (ISBN 978-3-421-04413-6)
- (de) Rudolf Steiner. Ein moderner Prophet [« Rudolf Steiner: A modern Prophet »], München, DVA, 2011 (ISBN 978-3-421-04473-0)
- (de) Alice im Niemandsland: Wie die deutsche Frauenbewegung die Frauen verlor [« Alice in No Man's Land: How the German Women's Movement Lost the Women »], München, DVA, 2012 (ISBN 978-3-421-04411-2)
- (de) Als die Soldaten kamen. Die Vergewaltigung deutscher Frauen am Ende des Zweiten Weltkriegs [« When the Soldiers Came: The Rape of German Women at the End of the Second World War »], München, DVA, 2015 (ISBN 978-3-421-04633-8)